# 奇爾卡約克格蘭德火山
15°32′10″S 72°17′17″W / 15.53611°S 72.28806°W

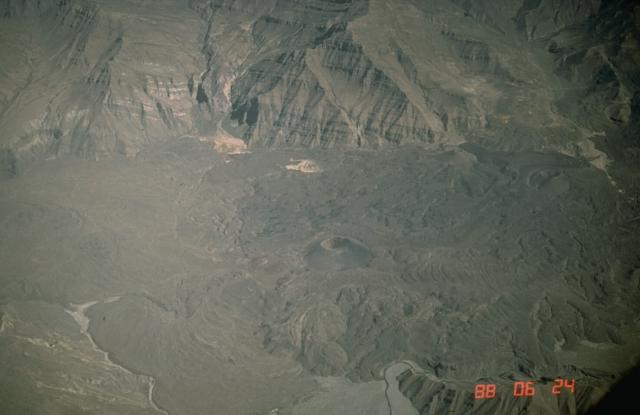

奇爾卡約克格蘭德火山（Chilcayoc Grande），是秘魯的火山，位於該國南部阿雷基帕大區的卡斯蒂利亞省，處於查查斯湖西南面、奇爾卡約克火山和赫查皮塔火山東南面，屬於安第斯山脈的一部分，海拔高度3,243米。